# 宗室希廉
宗室希廉、希廉(1857年—1911年)，原名希拉布，字維贞，号紹甫，愛新覺羅氏，清朝宗室，政治人物、進士出身。
光緒十五年，登進士。同年五月，改翰林院庶吉士。光緒十六年四月，散館，授翰林院檢討。后官至國子監祭酒。光緒二十九年，任內閣學士。